# Інститут (футбольний клуб)
«Інститут» (англ. Institute FC) — північноірландський футбольний клуб з міста Драмагоу, недалеко від Деррі, в графстві Лондондеррі.

## Історія
Клуб був заснований в 1905 року і представляла Пресвітеріанський інститут робітників, заснований в 1882 році. У сезоні 1906/07 команда дебютувала в Північно-Західній Юніор Лізі і до 1981 року грала на регіональному рівні.
У 1981 році клуб змагався у Проміжній лізі. У 1996 році він вийшов у третій за рівнем дивізіон країни і після трьох сезонів в 1999 році клуб вперше вийшов в другий за рівнем дивізіон країни. Там у сезоні 2001/02 команда закінчила турнір на другому місці і вперше в історії вийшла до елітного дивізіону Північної Ірландії.
У дебютному сезоні команда стала шостою місце — це був найбільший успіх клубу. У наступні сезони результати ставали все гіршими і в сезоні 2005/06 клуб став передостаннім, зайнявши 15-е місце, і в плей-оф програв клубу «Донегол Селтік» (1:3 і 0:0) втратив своє місце у вищій лізі.
У наступному сезоні 2006/07 клуб виграв другий дивізіон та повернувся до вищого дивізіону, де провів наступні три сезону. У сезоні 2009/10 «Інститут» зайняв останнє 12 місце, після чого знову програв у плей-оф «Донегол Селтіку» (0:0 і 1:0) покинув еліту. Цього разу повернутись в Прем'єршип клубу відразу не вдалось — у сезонах 2011/12 і 2012/13 «Інститут» займав лише третє місце і тільки з третьої спроби у наступному сезоні 2013/14 він закінчив змагання на першому місці та повернувся до вищого дивізіону.
Сезон 2014/15 клуб знову закінчив на останньому дванадцятому місці і напряму вилетів з Прем'єршипу. Наступні два роки клуб брав участь у плей-оф за право повернення у вищий дивізіон, втім обидва рази програвав, і лише у сезоні 2017/18, зайнявши перше місце, клуб напряму повернувся у Прем'єршип.

## Досягнення
- Чемпіоншип Північної Ірландії
  - Переможець: 2006/07, 2013/14, 2017/18
  - Віце-чемпіон: 2001/02
- Міжрегіональний кубок
  - Володар 2012/13, 2015/16
- Північно-західний кубок
  - Володар (6): 1997/98, 2002/03, 2008/09, 2010/11, 2011/12, 2014/15, 2016/17, 2017/18

## Контактна інформація
- Institute Football Club, Riverside Stadium, Y. M. C. A. Grounds, 51, Glenshane Rd, Londonderry, Northern Ireland, BT47 3SF